# Piante nitrofile

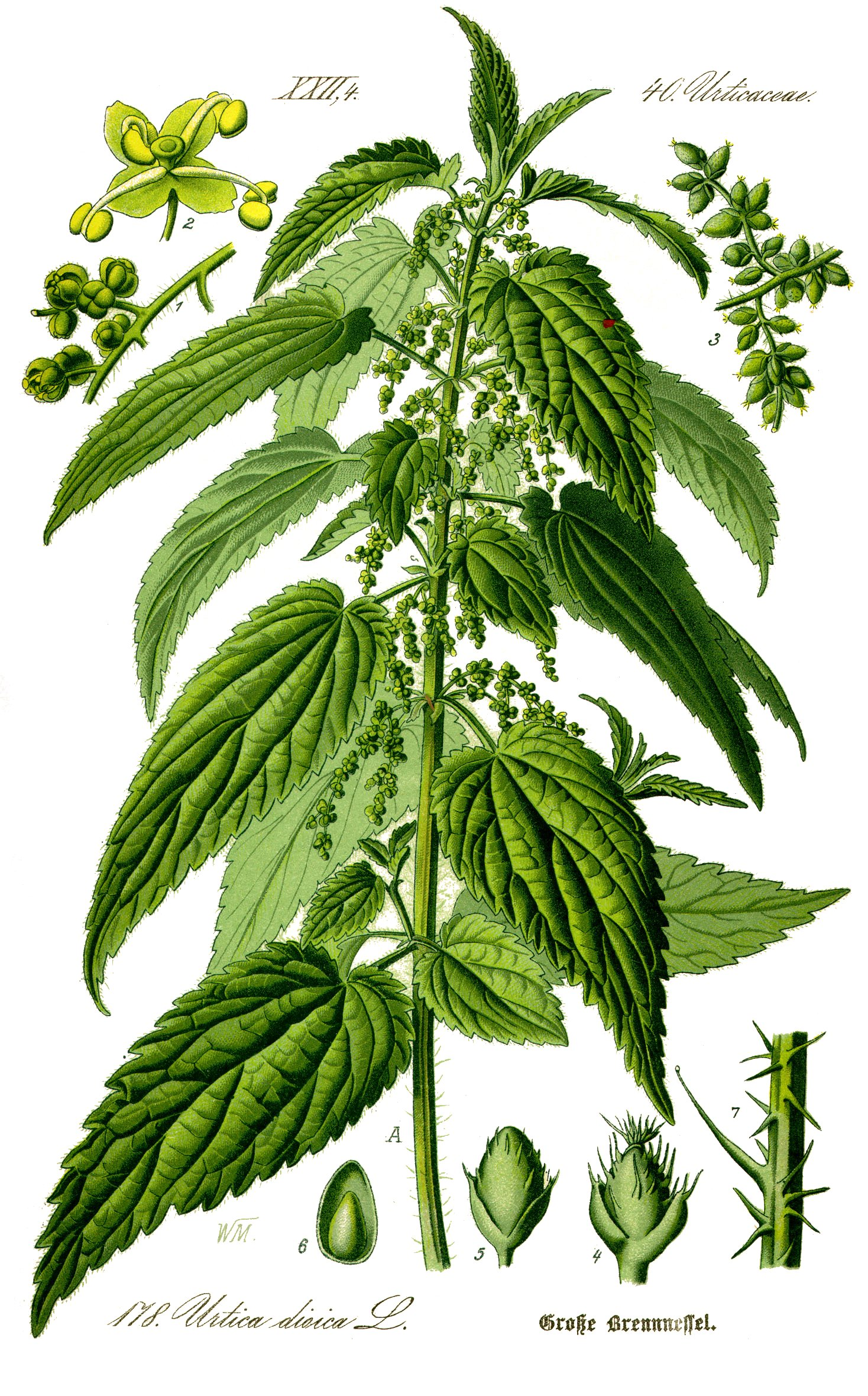
Urtica dioica, una comune pianta nitrofila

Le piante nitrofile sono quelle che si sviluppano di preferenza in terreni ricchi di nitrati. Per esempio sono i depositi di nitrato di soda del Cile  oppure in terreni dove le acque meteoriche, evaporando, concentrano i nitrati risultanti dal dilavamento superficiale del suolo, nel quale sono avvenuti i normali processi di nitrificazione microbica. Sono rappresentate tanto da forme inferiori, come alcuni licheni e alcuni muschi, quanto da piante superiori. Inoltre le località prossime alle case, alle stalle, ai letamai, alle siepi, ai vecchi muri. Piante di questo tipo sono presenti in tutti i climi, dai più freddi a quelli tropicali, dalle pareti rocciose alle spiagge marine.
I seguenti composti nitrato di calcio, nitrato di sodio, nitrato di potassio, che sono assorbiti, quasi elettivamente, da tali piante e che vi si accumulano spesso in notevole misura, non sembra abbiano in queste piante una semplice funzione di nutrizione azotata, poiché in parte vi rimangono inalterati e lo fanno in modo analogo agli accumuli di cloruro di sodio nelle piante alofile. Anzi è da rilevare come le piante nitrofile e quelle alofile appartengano spesso ai medesimi gruppi sistematici e abbiano fra loro notevoli affinità di aspetto e di distribuzione.
Esempi di piante nitrofile sono: Poa alpina; Rumex alpinus; ortica (Urtica spp.); parietaria Parietaria officinalis; molte Chenopodiacee; ambretta alpina Knautia longifolia; Veronica chamaedrys; bardana Arctium lappa; silene Silene vulgaris; canapetta pubescente Galeopsis pubescens; falsa ortica purpurea Lamium purpureum; ecc...